# Schatje, mag ik je foto?
Schatje, mag ik je Foto? (dt.: Schatz, darf ich ein Bild von dir haben?) ist ein Lied des niederländischen Popduos Gebroeders Ko aus dem Jahr 2009, das im deutschsprachigen Raum vor allem in der Version von Mickie Krause mit dem Titel Schatzi, schenk mir ein Foto aus dem Jahr 2010 bekannt wurde.

## Geschichte
Geschrieben mit niederländischem Text von Rogier und Co wurde das Lied in deutscher Sprache von Vollker Racho und Marc Pircher gecovert. In der Folge wurde es in einer weiteren deutschen Version, die am 26. Oktober 2010 veröffentlicht wurde, der Gebroeders Ko (als Ko&Ko) gemeinsam mit Mickie Krause zu einem Erfolg. So wurde es in der Version von Mickie Krause als „Wiesn-Hit 2011“ des Münchner Oktoberfests gekürt sowie von Media Control aufgrund von Charttrends als deutscher Faschingshit 2012 ermittelt. Später veröffentlichte Krause eine EM-Version sowie eine Aprés-Ski-Version. Mit dem Lied trat Krause auch im ZDF-Fernsehgarten, bei Volle Kanne sowie in weiteren Fernsehsendungen auf. Die Version von Mickie Krause wurde in Deutschland für über 300.000 verkaufte Einheiten mit Platin ausgezeichnet, somit ist Schatzi schenk mir ein Foto! einer der meistverkauften deutschsprachigen Schlager seit 1975.

## Weitere Coverversionen
Von dem Song gibt es auch weitere Coverversionen verschiedener Künstler. In der Version Borussia schenk uns die Schale als Meistersong von Borussia Dortmund 2012, gesungen von Ex-Bundesliga-Profi und BVB-Stadionsprecher Norbert Dickel, erreichte das Lied Platz 2 der deutschen Singlecharts.